# 藤本杏
藤本 杏（ふじもと あん、1999年12月11日 - ）は、日本のタレント。スターダストプロモーションに所属していた。身長153cm。

## 人物
- 静岡県出身(静岡県在住)[1]。
- 焼津市立焼津西小学校卒業
- 焼津市立大村中学校卒業
- 血液型はO型[1]。
- 趣味はお絵かき、食べること。

## 出演

### TV
- 時々迷々 第36話「お姉ちゃんと呼ばないで」（2011年1月12日、NHK） - 珠子の友達 役

### 映画
- 偉大なる、しゅららぼん （2014年3月8日公開） - 源治郎の写真の女性 役
- 短編映画『A Man』（2014年、ADFEST 2014「Fabulous Four」グランプリ受賞） - 女子学生 役

### 雑誌
- ニコ☆プチ8月号（2011年、新潮社）
- Girls☆Stage 第１号（2012年2月28日、主婦の友社）

### CM
- BANANA CHIPS「2007春-2008夏」<カタログ>（2007年 - 2008年）
- 栄光ゼミナール（2010年1月）
- バンダイナムコゲームス「ちょ～りっち！たまごっちのプチプチおみせっち」（2012年3月）
- サンスター企業CM（2012年1月）

### PV
- ZONE「treasure of the heart ～キミとボクの奇跡～」（2012年）
- GReeeeN 「イカロス」（2019年）
- Mr.children 「HOME TOUR」アルバム　（2007年）